# Rocca Provenzale
La Rocca Provenzale è una montagna delle Alpi Cozie, che domina la conca terminale della valle Maira, in comune di Acceglio (CN).

## Caratteristiche
È un caratteristico "corno" roccioso, posto in posizione isolata a monte dell'abitato di Chiappera. È costituito da una lunga dorsale rocciosa, allungata in direzione nord-sud, che precipita con fianchi dirupati ed omogenei su entrambi i versanti est ed ovest. Ad ovest domina la valle del Maurin, appunto da Chiappera fino alle grange Collet ed alla biforcazione del vallone dell'Infernetto; ad est, domina due valloncelli laterali, uno in salita da Chiappera, l'altro dalle grange Collet, che si incontrano in testata in corrispondenza del colle Greguri (2319 m), ai piedi della cima principale della montagna.
Accanto alla Rocca (o Croce) provenzale in direzione nord si trovano le altre cime facenti parte del "Gruppo Castello Provenzale", che sono in ordine da
sud a nord la punta Figari, la Torre Castello e la
Rocca Castello.
Dal punto di vista geologico, la montagna appartiene al complesso brianzonese, ed è costituita da formazioni risalenti al Triassico. In particolare, il gruppo della Rocca è costituito da un monolito quarzitico, interessato da piani di scistosità e fratturazione con giacitura nord-sud e direzione d'immersione verso ovest.
Il toponimo fu assegnato verso metà ottocento, e deriva dal primo salitore, don Agostino Provenzale, parroco della frazione Lausetto di Acceglio. Secondo la tradizione, il parroco avrebbe partecipato alla battaglia di Novara del 1849, e si sarebbe salvato rifugiandosi nel ventre del suo cavallo, abbattuto dal nemico. Rientrato alla sua parrocchia, decise di costruire una croce sulla cima della montagna come ex voto, e realizzò l'impresa nel 1850 insieme ad alcuni dei suoi parrocchiani. La cima prese quindi il nome di Croce Provenzale. Il nome si sarebbe successivamente esteso all'intero massiccio roccioso.

## Accesso alla vetta
Come detto in precedenza, la prima salita risale al 1850, e fu effettuata da don Agostino Provenzale con alcuni parrocchiani.
La via normale alla Croce Provenzale su sviluppa sulla cresta sud. Da Chiappera si risale alla base della montagna al suo estremo meridionale; da qui si risale il primo pendio seguendo bolli di vernice, poi si prosegue in cresta o poco sotto, con alcuni passaggi esposti, seguendo ometti e segnali, fino a raggiungere la cima. Il percorso è di tipo alpinistico, con grado di difficoltà valutato in F+ e passaggi in roccia fino al II+, anche esposti.
Le altre tre punte sono raggiungibili solo con altre vie di maggiore difficoltà. La via più semplice alla Rocca Castello, la Sigismondi, è valutata AD con passaggi fino a III+.
Il punto d'appoggio più prossimo è il rifugio Campo Base, in frazione Chiappera. Un rifugio di emergenza può essere trovato in un malloppo del Vallo Alpino del Littorio ancora praticabile posto al colle Greguri.